# Transports en commun de Châtellerault
Pour les articles homonymes, voir Tac.
Les Transports de l'Agglomération Châtelleraudaise (TAC) forment le réseau de transport en commun de Grand Châtellerault, exploité par Keolis Châtellerault. Ils desservent Châtellerault et son agglomération.

## Historique

### Création
Les Transports de l'agglomération châtelleraudaise ont été constitués en 1982, avec 12 lignes.

### 2014
Le 6 octobre 2014, le dépôt des TAC situé Route de Pleumartin est déplacé Rue Louis Leprince Ringuet sur la zone d'activité du Sanital, située non loin de l'arrêt "Ateliers Municipaux".

### 2015
Début 2015, le SIV (Système d'Informations Voyageurs), est progressivement installé dans les bus et cars du réseau. Dans la même période, le service Accestac (voir rubrique plus bas) est introduit afin de transporter les personnes à mobilité réduite.
La même année, la ligne K change radicalement de desserte, car celle ci suit désormais essentiellement le tracé de la ligne D jusqu'à Envigne, puis dessert ensuite Romarins et devient direct jusqu'au terminus. Les autres arrêts sont alors désormais desservis uniquement par un transport à la demande. La ligne J est également modifiée afin de gagner du temps sur le trajet. Enfin, une nouvelle ligne est créée, la ligne M, reliant l'Hôtel de Ville à Naintré Corset.

### 2016
En septembre 2016, l'alerte InfoSMS est créée, afin de prévenir les usagers inscrits au service en cas d'incident sur leur ligne.

### 2019
À partir de 2019, les TAC n'exploitent plus les lignes Scolaires et de Vouneuil (le service étant fait directement par l'agglomération).

### 2021 (Crise du covid)
En 2021, à la suite de la crise du Covid et d'une baisse de fréquentation des lignes, Keolis Châtellerault, ayant remporté l'appel d'offres sur le territoire de Grand Châtellerault, décide de faire une restructuration des lignes afin de relancer le trafic sur les lignes. Les lignes sont toujours organisées sous 3 catégories, les lignes fortes (1 et 2), complémentaires (3, 4, 5, 6 et 7) et périurbaines (10, 11, 12, 13, 14, 15 et 16).
| Ancienne numérotation | Nouvelle numérotation        |
| --------------------- | ---------------------------- |
| A                     | 1                            |
| B                     | 2                            |
| C                     | 3 (au sud) et 4 (au nord)    |
| D                     | 5                            |
| E                     | 6 (à l'ouest) et 7 (à l'est) |
| F                     | 10                           |
| G                     | 11                           |
| H                     | 12                           |
| I                     | 13                           |
| J                     | 14                           |
| K                     | 15                           |
| L                     | Ligne supprimée              |
| M                     | 16                           |

Les lignes A et B, qui deviendront respectivement les lignes 1 et 2 subissent quelques changements au sud. La ligne 1 desservira l’arrêt Moulin au lieu des arrêts Hameau de la Foret et Cassin qui seront supprimés. La ligne 2 devient également directe entre Auchan et Etang, la desserte de ce quartier est alors reprise par la ligne C. Leurs fréquences sont par ailleurs renforcées.
La ligne C deviendra la ligne 3, et aura pour terminus Hôtel de ville. Elle desservira également le quartier de l'étang. La ligne 4 reprendra alors le tracé de la ligne C entre Hôtel de Ville et Monory puis desservira la commune d'Antran. La desserte de la zone d'Argenson est donc interrompue par cette ligne.
La ligne D deviendra la ligne 5, et les courses auront désormais toutes pour terminus Thuré.
La ligne E actuelle sera scindée en deux. La partie ouest Aquitaine / Bois de Boulogne à Hôtel de Ville deviendra la ligne 6 et la partie est Paradis à Hôtel de Ville deviendra la ligne 7.
Les lignes périurbaines sont pour la plupart inchangées, hormis la ligne L qui sera supprimée, ainsi qu'une nouvelle course à la demande pour aller à Hôtel de ville le matin sur les lignes 14, 15 et 16, Un nouveau départ sur la ligne 12 et les courses en fin de journée sur la ligne 10 partiront de Justice au lieu de Paradis.
Les TAC décident aussi de supprimer l'application MobiliTac.

### 2023
Trois nouvelles lignes font leur apparition sur le réseau TAC, les lignes 20, 22 et 24, qui offrent une nouvelle desserte plus loin de Châtellerault, respectivement vers Lencloître, Dangé Saint Romain et Pleumartin. Elles disposent d'une tarification différente (5,00 €) par rapport au reste du réseau TAC. Ces lignes font alors partie d'une nouvelle catégorie de lignes, les lignes interurbaines. L'ancienne Ligne L est d'ailleurs réintroduite sous le numéro 17, avec un léger changement de tracé au nord-est.
La même année, les TAC ont décidé de changer le système de billetterie et de tarification. Les tickets papier sont alors retirés du marché, au profit d'une carte rechargeable anonyme, que l'on peut utiliser à plusieurs. Les abonnements sont déplacés vers une carte sans contact. Les tickets à usage à unique vendus à bord sont toujours disponibles sous la forme d'un ticket thermique. Les anciens titres pouvaient être échangés et chargés sur une nouvelle carte sans contact jusqu'au 31 décembre 2022.
Les lignes 6 et 7 sont réunifiées (lignes ayant été séparées en 2 parties après la restructuration de 2021) et forment la ligne 6 réalisant le parcours Bois de Boulogne <> Paradis sans rupture de charge sur la plupart des courses.
La ligne 4 gagne une course supplémentaire le matin en direction d'Antran, un aller retour prolongé jusqu'à Antran aux alentours de midi (par le passé limité à l'arrêt Monory) ainsi que 3 courses à la demande le samedi dans chaque sens. Le trajet sur la zone du Sanital est légèrement modifié, l'arrêt Sutter est créé dans l'avenue du même nom et l'arrêt Ateliers Municipaux vers Antran est déplacé rue d'Antran.
Un nouveau point d'arrêt est créé sur les lignes 2 et 3, Pila, situé au sud de l'arrêt Etang, afin de mieux desservir la zone. L'arrêt Cartier est également créé dans la rue du même nom sur la ligne 2. La ligne 2 voit par ailleurs ses fréquences allongées à 35 minutes entre chaque bus, contre 30 auparavant. Cela permet en contrepartie de réduire les retards sur la ligne.
La ligne 12 est dotée d'un départ supplémentaire le matin en direction de Châtellerault, qui emprunte un tracé différent via Vouneuil Pied Sec.

### 2024
En 2024, sur la Ligne 16 l'arrêt Forclan est créé devant l'entreprise Fenwick, des horaires sont mis en place, un trajet aller au départ d'Hôtel de Ville à 7h40 (terminus à Forclan à 7h55), 2 trajets retour au départ de Forclan, le premier à 17h05 (terminus Hôtel de Ville à 17h20) et le deuxième à 17h50 (terminus Hôtel de Ville à 18h05).
Sur la Ligne 12 la course au départ de Bonneuil - Centre à 17h22 devient systématiquement à la demande.
Mise en place de l'application MobiliTac qui avait été supprimée en 2022.
Création de la Ligne 30 qui remplacera la Navette La Roche-Posay. La Ligne 30 propose une desserte fine de la commune de La Roche-Posay mais désormais aussi une desserte de Vicq-sur-Gartempe (arrêt Place Du Bourg) et de l'Angles-sur-l'Anglin (arrêts Aimé d'Octobre et Roc Aux Sorciers).
À la rentrée 2024, un nouveau sire web est créé.
Le réseau est réajusté comme ceci :
| Ancienne ligne | Nouvelle ligne | Commentaires |
| -------------- | -------------- | --- |
| 1              | 1              | - |
| 2              | 2              | - |
| 3              | 3              | - |
| 4              | 4              | Les horaires de la ligne 4 ont été réajustés. Un nouvel arrêt Pompidou. |
| 5              | 5              | Les horaires de la ligne 5 ont été réajustés et un renfort d'offre est également déployé pour une meilleure desserte de Jean Macé. Elle est désormais limitée à la liaison Châtellerault - Hôtel de Ville <> Thuré - Centre. |
| 6              | 6              | Les horaires de la ligne 6 ont été réajustés. Elle est désormais limitée à la liaison Châtellerault - Hôtel de Ville <> Châtellerault - Bois de Boulogne. |
| -              | 7              | La ligne 7 propose la desserte du Verger, du Chant Des Oiseaux, du Paradis, etc. Cette ligne propose la liaison Châtellerault - Hôtel de Ville <> Châtellerault - Aquitaine. |
| 10             | 10 & 11        | Les lignes 10 et 11 sont remodelées. Elle deviennent circulaires. Vous pouvez désormais voyager de Senillé à Saint-Sauveur sans passer par Châtellerault. La ligne 10 circule dans le sens Hôtel de Ville > Saint-Sauveur > Senillé > Hôtel de Ville. La ligne 11 circule dans le sens Hôtel de Ville > Senillé > Saint-Sauveur > Hôtel de Ville. |
| 11             | 10 & 11        | Les lignes 10 et 11 sont remodelées. Elle deviennent circulaires. Vous pouvez désormais voyager de Senillé à Saint-Sauveur sans passer par Châtellerault. La ligne 10 circule dans le sens Hôtel de Ville > Saint-Sauveur > Senillé > Hôtel de Ville. La ligne 11 circule dans le sens Hôtel de Ville > Senillé > Saint-Sauveur > Hôtel de Ville. |
| 12             | 12             | - |
| 13             | 13             | - |
| 14             | 14             | La ligne 14 est prolongée. Elle dessert désormais les arrêts : - Gatault - Rivière - Tamaris - Fillaud - Beauséjour - Audinet - Mergau - Ouzilly - Centre |
| 15             | 15             | La ligne 15 est remodelée. Les tracés de la ligne 15 et 15 TAD sont désormais desservis par le même véhicule. |
| 15 TAD         | 15             | La ligne 15 est remodelée. Les tracés de la ligne 15 et 15 TAD sont désormais desservis par le même véhicule. |
| 16             | 16             | La ligne 16 reprend les arrêts de la Communauté d'Agglomération de Grand Châtellerault sur la commune de Naintré. |
| 17             | 17             | La ligne 17 ne dessert plus que des arrêts non desservis par d'autres lignes. |
| 20             | 20             | La ligne 20 ne dessert plus Ouzilly car elle est desservis par la ligne 14. |
| 22             | 22             | Les horaires des lignes 22 et 24 ont été revus. |
| 24             | 24             | Les horaires des lignes 22 et 24 ont été revus. |
| 30             | 30             | - |

.

## Lignes du réseau
La liste des lignes au 1er juillet 2024 est présentée dans le tableau ci-après.

### Communes desservies
Le réseau TAC est long de 247 kilomètres, l’arrêt dessert 29 communes de Communauté d'agglomération de Grand Châtellerault à savoir Antoigné, Antran, Archigny, Availles-en-Châtellerault, Bellefonds, Bonneuil-Matours, Cenon-sur-Vienne, Châtellerault, Chenevelles, Colombiers, Coussay-les-Bois, Dangé-Saint-Romain, Ingrandes, La Roche-Posay, Lencloître, Les Ormes, Monthoiron, Naintré, Ouzilly, Pleumartin, Port-de-Piles, Saint-Genest-d'Ambière, Saint-Cyr, Scorbé-Clairvaux, Senillé-Saint-Sauveur, Targé, Thuré, Vouneuil-sur-Vienne[Quand ?]

### Lignes fortes
Les lignes 1 et 2 constituent l'armature du réseau TAC.
Elles proposent une offre continue toute la journée de 6h30 à 21h45 et desservent le centre-ville de Châtellerault, la Gare SNCF et les principaux quartiers de Châtellerault. Elles assurent également la desserte des zones commerciales et du centre hospitalier.

### Ligne 1
| Ligne | Caractéristiques | Caractéristiques                                | Caractéristiques                                | Caractéristiques                                | Caractéristiques                                | Caractéristiques                                | Caractéristiques                                | Caractéristiques                                | Caractéristiques                                |
| 1     | CHÂTELLERAULT - Forêt ⥋ CHÂTELLERAULT - Hôpital | CHÂTELLERAULT - Forêt ⥋ CHÂTELLERAULT - Hôpital | CHÂTELLERAULT - Forêt ⥋ CHÂTELLERAULT - Hôpital | CHÂTELLERAULT - Forêt ⥋ CHÂTELLERAULT - Hôpital | CHÂTELLERAULT - Forêt ⥋ CHÂTELLERAULT - Hôpital | CHÂTELLERAULT - Forêt ⥋ CHÂTELLERAULT - Hôpital | CHÂTELLERAULT - Forêt ⥋ CHÂTELLERAULT - Hôpital | CHÂTELLERAULT - Forêt ⥋ CHÂTELLERAULT - Hôpital | CHÂTELLERAULT - Forêt ⥋ CHÂTELLERAULT - Hôpital |
| ----- | --- | ----------------------------------------------- | ----------------------------------------------- | ----------------------------------------------- | ----------------------------------------------- | ----------------------------------------------- | ----------------------------------------------- | ----------------------------------------------- | ----------------------------------------------- |
| 1     | Ouverture / Fermeture 8 juillet 2013 / — | Longueur —                                      | Durée 25 min                                    | Nb. d’arrêts 22                                 | Matériel Standards                              | Jours de fonctionnement L, Ma, Me, J, V, S      | Jour / Soir / Nuit / Fêtes O / O / N / N        | Voy. / an —                                     | Exploitant Keolis Châtellerault                 |
| 1     | Desserte : - Villes desservis : Châtellerault. - Gare desservie : Gare de Châtellerault. - Principaux arrêts : Forêt, Auchan, Abelin, Hôtel de Ville, Gare SNCF, Leclerc, Hôpital. - Arrêts accessibles aux UFR : Lyautey, Abelin, Churchill, Gare SNCF, Troënes, Leclerc, Vilar, Hôpital.                |                                                 |                                                 |                                                 |                                                 |                                                 |                                                 |                                                 |                                                 |
| 1     | Autre : - Particularités : Aucune. |                                                 |                                                 |                                                 |                                                 |                                                 |                                                 |                                                 |                                                 |
| 1     | Dernière actualisation : — |                                                 |                                                 |                                                 |                                                 |                                                 |                                                 |                                                 |                                                 |
| 1     | CHÂTELLERAULT - Hôpital ⥋ CHÂTELLERAULT - Forêt | CHÂTELLERAULT - Hôpital ⥋ CHÂTELLERAULT - Forêt | CHÂTELLERAULT - Hôpital ⥋ CHÂTELLERAULT - Forêt | CHÂTELLERAULT - Hôpital ⥋ CHÂTELLERAULT - Forêt | CHÂTELLERAULT - Hôpital ⥋ CHÂTELLERAULT - Forêt | CHÂTELLERAULT - Hôpital ⥋ CHÂTELLERAULT - Forêt | CHÂTELLERAULT - Hôpital ⥋ CHÂTELLERAULT - Forêt | CHÂTELLERAULT - Hôpital ⥋ CHÂTELLERAULT - Forêt | CHÂTELLERAULT - Hôpital ⥋ CHÂTELLERAULT - Forêt |
| 1     | Ouverture / Fermeture 8 juillet 2013 / — | Longueur —                                      | Durée 27 min                                    | Nb. d’arrêts 28                                 | Matériel Standards                              | Jours de fonctionnement L, Ma, Me, J, V, S      | Jour / Soir / Nuit / Fêtes O / O / N / N        | Voy. / an —                                     | Exploitant Keolis Châtellerault                 |
| 1     | Desserte : - Villes desservis : Châtellerault. - Gare desservie : Gare de Châtellerault. - Principaux arrêts : Hôpital, Leclerc, Gare SNCF, Hôtel de Ville, Abelin, Auchan, Forêt. - Arrêts accessibles aux UFR : Hôpital, Vilar, Gâts, Minimes, Leclerc, Troënes, Gare SNCF, Churchill, Abelin, Lyautey. |                                                 |                                                 |                                                 |                                                 |                                                 |                                                 |                                                 |                                                 |
| 1     | Autre : - Particularités : Aucune |                                                 |                                                 |                                                 |                                                 |                                                 |                                                 |                                                 |                                                 |
| 1     | Dernière actualisation : — |                                                 |                                                 |                                                 |                                                 |                                                 |                                                 |                                                 |                                                 |

### Ligne 2
|-
!  2 

!  CHÂTELLERAULT - Étang ⥋ CHÂTELLERAULT - Argenson
|-
| Ouverture / Fermeture
8 juillet 2013 / —
| Longueur
—
| Durée
35 min
| Nb. d’arrêts
30
| Matériel
Standards
| Jours de fonctionnement
L, Ma, Me, J, V, S
| Jour / Soir / Nuit / Fêtes
O / O / N / N
| Voy. / an
—
| Exploitant
Keolis Châtellerault
|-
| Desserte :
- Villes desservis : Châtellerault
- Gare desservie : Châtellerault.
- Principaux arrêts : Argenson, Désirée, Gare SNCF, Hôtel de Ville, Châteauneuf, Auchan et Étang
- Arrêts accessibles aux UFR : Snegma, Tuilerie, Valéo, Papin, Désirée, Cimetière, Ripault, Sangnier,  Michelet, Catherine, Gare SNCF, Salis, Estrée, King, Zay, Renardières et Étang.

|-
| Autre :
- Particularités : Les samedis, jour de marché à Châteauneuf, la ligne 2 dans le sens CHÂTELLERAULT - Étang desserte l'arrêt Krebs au lieu des arrêts République et Chateauneuf.

Les samedis, jour de marché à Châteauneuf, la ligne 2 dans le sens CHÂTELLERAULT - Argenson desserte l'arrêt Sécurité Sociale au lieu des arrêts AFPA et Chateauneuf
|-
| Dernière actualisation : —
|}

### Lignes complémentaires
| Ligne | Caractéristiques | Caractéristiques                                                                | Caractéristiques                                                                | Caractéristiques                                                                | Caractéristiques                                                                | Caractéristiques                                                                | Caractéristiques                                                                | Caractéristiques                                                                | Caractéristiques                                                                |
| 3     | NAINTRÉ - Colette / Espace Commercial ⥋ CHÂTELLERAULT - Hôtel de Ville (Quai B) | NAINTRÉ - Colette / Espace Commercial ⥋ CHÂTELLERAULT - Hôtel de Ville (Quai B) | NAINTRÉ - Colette / Espace Commercial ⥋ CHÂTELLERAULT - Hôtel de Ville (Quai B) | NAINTRÉ - Colette / Espace Commercial ⥋ CHÂTELLERAULT - Hôtel de Ville (Quai B) | NAINTRÉ - Colette / Espace Commercial ⥋ CHÂTELLERAULT - Hôtel de Ville (Quai B) | NAINTRÉ - Colette / Espace Commercial ⥋ CHÂTELLERAULT - Hôtel de Ville (Quai B) | NAINTRÉ - Colette / Espace Commercial ⥋ CHÂTELLERAULT - Hôtel de Ville (Quai B) | NAINTRÉ - Colette / Espace Commercial ⥋ CHÂTELLERAULT - Hôtel de Ville (Quai B) | NAINTRÉ - Colette / Espace Commercial ⥋ CHÂTELLERAULT - Hôtel de Ville (Quai B) |
| ----- | --- | ------------------------------------------------------------------------------- | ------------------------------------------------------------------------------- | ------------------------------------------------------------------------------- | ------------------------------------------------------------------------------- | ------------------------------------------------------------------------------- | ------------------------------------------------------------------------------- | ------------------------------------------------------------------------------- | ------------------------------------------------------------------------------- |
| 3     | Ouverture / Fermeture 2 septembre 2021 / — | Longueur —                                                                      | Durée 30 min                                                                    | Nb. d’arrêts 29                                                                 | Matériel Standards                                                              | Jours de fonctionnement L, Ma, Me, J, V, S                                      | Jour / Soir / Nuit / Fêtes O / N / N / N                                        | Voy. / an —                                                                     | Exploitant Keolis Châtellerault                                                 |
| 3     | Desserte : - Villes desservis : Châtellerault et Naintré. - Gare desservie : Aucune. - Principaux arrêts : Colette, Naintré Espace commercial, Naintré Centre, Avenue de Paris, Étang, Abelin et Hôtel de Ville. - Arrêts accessibles aux UFR : Churchill, Abelin et Lyautey. |                                                                                 |                                                                                 |                                                                                 |                                                                                 |                                                                                 |                                                                                 |                                                                                 |                                                                                 |
| 3     | Autre : - Particularités : Aucune. |                                                                                 |                                                                                 |                                                                                 |                                                                                 |                                                                                 |                                                                                 |                                                                                 |                                                                                 |
| 3     | Dernière actualisation : — |                                                                                 |                                                                                 |                                                                                 |                                                                                 |                                                                                 |                                                                                 |                                                                                 |                                                                                 |
| 4     | ANTRAN - Centre ⥋ CHÂTELLERAULT - Hôtel de Ville (Quai C) | ANTRAN - Centre ⥋ CHÂTELLERAULT - Hôtel de Ville (Quai C)                       | ANTRAN - Centre ⥋ CHÂTELLERAULT - Hôtel de Ville (Quai C)                       | ANTRAN - Centre ⥋ CHÂTELLERAULT - Hôtel de Ville (Quai C)                       | ANTRAN - Centre ⥋ CHÂTELLERAULT - Hôtel de Ville (Quai C)                       | ANTRAN - Centre ⥋ CHÂTELLERAULT - Hôtel de Ville (Quai C)                       | ANTRAN - Centre ⥋ CHÂTELLERAULT - Hôtel de Ville (Quai C)                       | ANTRAN - Centre ⥋ CHÂTELLERAULT - Hôtel de Ville (Quai C)                       | ANTRAN - Centre ⥋ CHÂTELLERAULT - Hôtel de Ville (Quai C)                       |
| 4     | Ouverture / Fermeture 2 septembre 2021 / — | Longueur —                                                                      | Durée 25 min                                                                    | Nb. d’arrêts 24                                                                 | Matériel Articulés Standards                                                    | Jours de fonctionnement L, Ma, Me, J, V, S                                      | Jour / Soir / Nuit / Fêtes O / N / N / N                                        | Voy. / an —                                                                     | Exploitant Keolis Châtellerault                                                 |
| 4     | Desserte : - Villes desservis : Châtellerault et Antran. - Gare desservie : Aucune. - Principaux arrêts : Normandie, Centre, Monory, IUT, Richelieu, Belgique, Hôtel de Ville.                                                                                                |                                                                                 |                                                                                 |                                                                                 |                                                                                 |                                                                                 |                                                                                 |                                                                                 |                                                                                 |
| 4     | Autre : - Particularités : Entre 9h00 et 11h30 et entre 14h30 et 17h00, les bus ont pour terminus Monory. Les Arrêts de Antran Centre à Normandie sont desservis sous forme d'une boucle.                                                                                     |                                                                                 |                                                                                 |                                                                                 |                                                                                 |                                                                                 |                                                                                 |                                                                                 |                                                                                 |
| 4     | Dernière actualisation : — |                                                                                 |                                                                                 |                                                                                 |                                                                                 |                                                                                 |                                                                                 |                                                                                 |                                                                                 |
| 5     | THURÉ - Centre ⥋ CHÂTELLERAULT - Hôtel de Ville (Quai C) | THURÉ - Centre ⥋ CHÂTELLERAULT - Hôtel de Ville (Quai C)                        | THURÉ - Centre ⥋ CHÂTELLERAULT - Hôtel de Ville (Quai C)                        | THURÉ - Centre ⥋ CHÂTELLERAULT - Hôtel de Ville (Quai C)                        | THURÉ - Centre ⥋ CHÂTELLERAULT - Hôtel de Ville (Quai C)                        | THURÉ - Centre ⥋ CHÂTELLERAULT - Hôtel de Ville (Quai C)                        | THURÉ - Centre ⥋ CHÂTELLERAULT - Hôtel de Ville (Quai C)                        | THURÉ - Centre ⥋ CHÂTELLERAULT - Hôtel de Ville (Quai C)                        | THURÉ - Centre ⥋ CHÂTELLERAULT - Hôtel de Ville (Quai C)                        |
| 5     | Ouverture / Fermeture 2 septembre 2024 / — | Longueur —                                                                      | Durée 45 min                                                                    | Nb. d’arrêts 46                                                                 | Matériel Standards                                                              | Jours de fonctionnement L, Ma, Me, J, V, S                                      | Jour / Soir / Nuit / Fêtes O / N / N / N                                        | Voy. / an —                                                                     | Exploitant Keolis Châtellerault                                                 |
| 5     | Desserte : - Villes desservis : Châtellerault et Thuré. - Gare desservie : Aucune. - Principaux arrêts : Thuré Centre, Place de Besse, Macé, Belgique et Hôtel de Ville. |                                                                                 |                                                                                 |                                                                                 |                                                                                 |                                                                                 |                                                                                 |                                                                                 |                                                                                 |
| 5     | Autre : - Particularités : Les arrêts Tour Girard, Guillotière, Plantes, Maison Neuve et Portail Rouge à Antoigné sont desservis uniquement sur demande vers Thuré et par une desserte Flexo vers Antoigné (desserte à la demande).                                           |                                                                                 |                                                                                 |                                                                                 |                                                                                 |                                                                                 |                                                                                 |                                                                                 |                                                                                 |
| 5     | Dernière actualisation : — |                                                                                 |                                                                                 |                                                                                 |                                                                                 |                                                                                 |                                                                                 |                                                                                 |                                                                                 |
| 6     | CHÂTELLERAULT - Bois de Boulogne ⥋ Place d'ANTOIGNE | CHÂTELLERAULT - Bois de Boulogne ⥋ Place d'ANTOIGNE                             | CHÂTELLERAULT - Bois de Boulogne ⥋ Place d'ANTOIGNE                             | CHÂTELLERAULT - Bois de Boulogne ⥋ Place d'ANTOIGNE                             | CHÂTELLERAULT - Bois de Boulogne ⥋ Place d'ANTOIGNE                             | CHÂTELLERAULT - Bois de Boulogne ⥋ Place d'ANTOIGNE                             | CHÂTELLERAULT - Bois de Boulogne ⥋ Place d'ANTOIGNE                             | CHÂTELLERAULT - Bois de Boulogne ⥋ Place d'ANTOIGNE                             | CHÂTELLERAULT - Bois de Boulogne ⥋ Place d'ANTOIGNE                             |
| 6     | Ouverture / Fermeture 2 septembre 2024 / — | Longueur —                                                                      | Durée 30-35 min                                                                 | Nb. d’arrêts 44                                                                 | Matériel Standards                                                              | Jours de fonctionnement L, Ma, Me, J, V, S                                      | Jour / Soir / Nuit / Fêtes O / N / N / N                                        | Voy. / an —                                                                     | Exploitant Keolis Châtellerault                                                 |
| 6     | Desserte : - Villes desservis : Châtellerault et Antoigné. - Gare desservie : Châtellerault. - Principaux arrêts : Bois de Boulogne, Hôtel de Ville, Leclerc, Place d'Antoigné, FLEXO et Source. - Arrêts accessibles aux UFR : Gare SNCF et Maréchal Leclerc.                |                                                                                 |                                                                                 |                                                                                 |                                                                                 |                                                                                 |                                                                                 |                                                                                 |                                                                                 |
| 6     | Autre : - Particularités : Les arrêts République et Chateauneuf ne sont pas desservis le samedi matin. |                                                                                 |                                                                                 |                                                                                 |                                                                                 |                                                                                 |                                                                                 |                                                                                 |                                                                                 |
| 6     | Dernière actualisation : — |                                                                                 |                                                                                 |                                                                                 |                                                                                 |                                                                                 |                                                                                 |                                                                                 |                                                                                 |
| 7     | CHÂTELLERAULT - Hôtel de Ville (Quai F) ⥋ CHÂTELLERAULT - Aquitaine | CHÂTELLERAULT - Hôtel de Ville (Quai F) ⥋ CHÂTELLERAULT - Aquitaine             | CHÂTELLERAULT - Hôtel de Ville (Quai F) ⥋ CHÂTELLERAULT - Aquitaine             | CHÂTELLERAULT - Hôtel de Ville (Quai F) ⥋ CHÂTELLERAULT - Aquitaine             | CHÂTELLERAULT - Hôtel de Ville (Quai F) ⥋ CHÂTELLERAULT - Aquitaine             | CHÂTELLERAULT - Hôtel de Ville (Quai F) ⥋ CHÂTELLERAULT - Aquitaine             | CHÂTELLERAULT - Hôtel de Ville (Quai F) ⥋ CHÂTELLERAULT - Aquitaine             | CHÂTELLERAULT - Hôtel de Ville (Quai F) ⥋ CHÂTELLERAULT - Aquitaine             | CHÂTELLERAULT - Hôtel de Ville (Quai F) ⥋ CHÂTELLERAULT - Aquitaine             |
| 7     | Ouverture / Fermeture 2 septembre 2024 / — | Longueur —                                                                      | Durée 30-35 min                                                                 | Nb. d’arrêts 44                                                                 | Matériel Standards                                                              | Jours de fonctionnement L, Ma, Me, J, V, S                                      | Jour / Soir / Nuit / Fêtes O / N / N / N                                        | Voy. / an —                                                                     | Exploitant Keolis Châtellerault                                                 |
| 7     | Desserte : - Villes desservis : Châtellerault. - Gare desservie : Châtellerault. - Principaux arrêts : Hôtel de Ville, Gare SNCF, LEP Le Verger, Giono, Paradis et Aquitaine. - Arrêts accessibles aux UFR : Gare SNCF et Maréchal Leclerc.                                   |                                                                                 |                                                                                 |                                                                                 |                                                                                 |                                                                                 |                                                                                 |                                                                                 |                                                                                 |
| 7     | Autre : - Particularités : . |                                                                                 |                                                                                 |                                                                                 |                                                                                 |                                                                                 |                                                                                 |                                                                                 |                                                                                 |
| 7     | Dernière actualisation : — |                                                                                 |                                                                                 |                                                                                 |                                                                                 |                                                                                 |                                                                                 |                                                                                 |                                                                                 |

### Lignes périurbaines
| Ligne | Caractéristiques | Caractéristiques                                                                  | Caractéristiques                                                                  | Caractéristiques                                                                  | Caractéristiques                                                                  | Caractéristiques                                                                  | Caractéristiques                                                                  | Caractéristiques                                                                  | Caractéristiques                                                                  |
| 10    | Hôtel de Ville > Saint-Sauveur - Centre > Senillé - Centre > Hôtel de Ville | Hôtel de Ville > Saint-Sauveur - Centre > Senillé - Centre > Hôtel de Ville       | Hôtel de Ville > Saint-Sauveur - Centre > Senillé - Centre > Hôtel de Ville       | Hôtel de Ville > Saint-Sauveur - Centre > Senillé - Centre > Hôtel de Ville       | Hôtel de Ville > Saint-Sauveur - Centre > Senillé - Centre > Hôtel de Ville       | Hôtel de Ville > Saint-Sauveur - Centre > Senillé - Centre > Hôtel de Ville       | Hôtel de Ville > Saint-Sauveur - Centre > Senillé - Centre > Hôtel de Ville       | Hôtel de Ville > Saint-Sauveur - Centre > Senillé - Centre > Hôtel de Ville       | Hôtel de Ville > Saint-Sauveur - Centre > Senillé - Centre > Hôtel de Ville       |
| 10    | CHÂTELLERAULT - Hôtel de Ville (Quai F) ⥋ CHÂTELLERAULT - Hôtel de Ville (Quai F) | CHÂTELLERAULT - Hôtel de Ville (Quai F) ⥋ CHÂTELLERAULT - Hôtel de Ville (Quai F) | CHÂTELLERAULT - Hôtel de Ville (Quai F) ⥋ CHÂTELLERAULT - Hôtel de Ville (Quai F) | CHÂTELLERAULT - Hôtel de Ville (Quai F) ⥋ CHÂTELLERAULT - Hôtel de Ville (Quai F) | CHÂTELLERAULT - Hôtel de Ville (Quai F) ⥋ CHÂTELLERAULT - Hôtel de Ville (Quai F) | CHÂTELLERAULT - Hôtel de Ville (Quai F) ⥋ CHÂTELLERAULT - Hôtel de Ville (Quai F) | CHÂTELLERAULT - Hôtel de Ville (Quai F) ⥋ CHÂTELLERAULT - Hôtel de Ville (Quai F) | CHÂTELLERAULT - Hôtel de Ville (Quai F) ⥋ CHÂTELLERAULT - Hôtel de Ville (Quai F) | CHÂTELLERAULT - Hôtel de Ville (Quai F) ⥋ CHÂTELLERAULT - Hôtel de Ville (Quai F) |
| ----- | --- | --------------------------------------------------------------------------------- | --------------------------------------------------------------------------------- | --------------------------------------------------------------------------------- | --------------------------------------------------------------------------------- | --------------------------------------------------------------------------------- | --------------------------------------------------------------------------------- | --------------------------------------------------------------------------------- | --------------------------------------------------------------------------------- |
| 10    | Ouverture / Fermeture 8 juillet 2013 / — | Longueur —                                                                        | Durée 40 min                                                                      | Nb. d’arrêts 23                                                                   | Matériel Standards                                                                | Jours de fonctionnement L, Ma, Me, J, V, S                                        | Jour / Soir / Nuit / Fêtes O / N / N / N                                          | Voy. / an —                                                                       | Exploitant Keolis Châtellerault                                                   |
| 10    | Desserte : - Villes desservis : Senillé, Saint-Sauveur, Targé et Châtellerault. - Gare desservie : Aucune. - Principaux arrêts : Sénillé Justice, Senillé Centre, Targé Centre, Paradis, Sand et Hôtel de Ville. - Arrêts accessibles aux UFR : Guérin. |                                                                                   |                                                                                   |                                                                                   |                                                                                   |                                                                                   |                                                                                   |                                                                                   |                                                                                   |
| 10    | Autre : - Particularités : La course de 7h53 a pour départ Moulin à Vent. |                                                                                   |                                                                                   |                                                                                   |                                                                                   |                                                                                   |                                                                                   |                                                                                   |                                                                                   |
| 10    | Dernière actualisation : — |                                                                                   |                                                                                   |                                                                                   |                                                                                   |                                                                                   |                                                                                   |                                                                                   |                                                                                   |
| 11    | Hôtel de Ville > Senillé - Centre > Saint-Sauveur - Centre > Hôtel de Ville | Hôtel de Ville > Senillé - Centre > Saint-Sauveur - Centre > Hôtel de Ville       | Hôtel de Ville > Senillé - Centre > Saint-Sauveur - Centre > Hôtel de Ville       | Hôtel de Ville > Senillé - Centre > Saint-Sauveur - Centre > Hôtel de Ville       | Hôtel de Ville > Senillé - Centre > Saint-Sauveur - Centre > Hôtel de Ville       | Hôtel de Ville > Senillé - Centre > Saint-Sauveur - Centre > Hôtel de Ville       | Hôtel de Ville > Senillé - Centre > Saint-Sauveur - Centre > Hôtel de Ville       | Hôtel de Ville > Senillé - Centre > Saint-Sauveur - Centre > Hôtel de Ville       | Hôtel de Ville > Senillé - Centre > Saint-Sauveur - Centre > Hôtel de Ville       |
| 11    | CHÂTELLERAULT - Hôtel de Ville (Quai F) ⥋ CHÂTELLERAULT - Hôtel de Ville (Quai F) |                                                                                   |                                                                                   |                                                                                   |                                                                                   |                                                                                   |                                                                                   |                                                                                   |                                                                                   |
| 11    | Ouverture / Fermeture 8 juillet 2013 / — | Longueur —                                                                        | Durée 25 min                                                                      | Nb. d’arrêts 22                                                                   | Matériel Standards                                                                | Jours de fonctionnement L, Ma, Me, J, V, S                                        | Jour / Soir / Nuit / Fêtes O / N / N / N                                          | Voy. / an —                                                                       | Exploitant Keolis Châtellerault                                                   |
| 11    | Desserte : - Villes desservis : Saint-Sauveur et Châtellerault. - Gare desservie : Châtellerault. - Principaux arrêts : Saint Sauveur Champagne, Saint-Sauveur centre, Boussée, Mose, Peu et Hôtel de Ville. - Arrêts accessibles aux UFR : Maréchal Leclerc et Gare SNCF.                                                                                               |                                                                                   |                                                                                   |                                                                                   |                                                                                   |                                                                                   |                                                                                   |                                                                                   |                                                                                   |
| 11    | Autre : - Particularités : Aucune. |                                                                                   |                                                                                   |                                                                                   |                                                                                   |                                                                                   |                                                                                   |                                                                                   |                                                                                   |
| 11    | Dernière actualisation : — |                                                                                   |                                                                                   |                                                                                   |                                                                                   |                                                                                   |                                                                                   |                                                                                   |                                                                                   |
| 12    | BONNEUIL - Centre ⥋ CHÂTELLERAULT - Hôtel de Ville (Quai G) | BONNEUIL - Centre ⥋ CHÂTELLERAULT - Hôtel de Ville (Quai G)                       | BONNEUIL - Centre ⥋ CHÂTELLERAULT - Hôtel de Ville (Quai G)                       | BONNEUIL - Centre ⥋ CHÂTELLERAULT - Hôtel de Ville (Quai G)                       | BONNEUIL - Centre ⥋ CHÂTELLERAULT - Hôtel de Ville (Quai G)                       | BONNEUIL - Centre ⥋ CHÂTELLERAULT - Hôtel de Ville (Quai G)                       | BONNEUIL - Centre ⥋ CHÂTELLERAULT - Hôtel de Ville (Quai G)                       | BONNEUIL - Centre ⥋ CHÂTELLERAULT - Hôtel de Ville (Quai G)                       | BONNEUIL - Centre ⥋ CHÂTELLERAULT - Hôtel de Ville (Quai G)                       |
| 12    | Ouverture / Fermeture 8 juillet 2013 / — | Longueur —                                                                        | Durée 35 min                                                                      | Nb. d’arrêts 37                                                                   | Matériel Autocars                                                                 | Jours de fonctionnement L, Ma, Me, J, V, S                                        | Jour / Soir / Nuit / Fêtes O / N / N / N                                          | Voy. / an —                                                                       | Exploitant Keolis Châtellerault                                                   |
| 12    | Desserte : - Villes desservis : Bonneuil-Matours, Vouneuil, Cenon et Châtellerault. - Gare desservie : Aucune. - Arrêts accessibles aux UFR : Guérin et Churchill. |                                                                                   |                                                                                   |                                                                                   |                                                                                   |                                                                                   |                                                                                   |                                                                                   |                                                                                   |
| 12    | Autre : - Particularités : Passe par les arrêts Croix Blanche, Pressoir, Availles Centre et Treuille le matin à 7h. |                                                                                   |                                                                                   |                                                                                   |                                                                                   |                                                                                   |                                                                                   |                                                                                   |                                                                                   |
| 12    | Dernière actualisation : — |                                                                                   |                                                                                   |                                                                                   |                                                                                   |                                                                                   |                                                                                   |                                                                                   |                                                                                   |
| 13    | BELLEFONDS - Centre ⥋ CHÂTELLERAULT - Hôtel de Ville (Quai H) | BELLEFONDS - Centre ⥋ CHÂTELLERAULT - Hôtel de Ville (Quai H)                     | BELLEFONDS - Centre ⥋ CHÂTELLERAULT - Hôtel de Ville (Quai H)                     | BELLEFONDS - Centre ⥋ CHÂTELLERAULT - Hôtel de Ville (Quai H)                     | BELLEFONDS - Centre ⥋ CHÂTELLERAULT - Hôtel de Ville (Quai H)                     | BELLEFONDS - Centre ⥋ CHÂTELLERAULT - Hôtel de Ville (Quai H)                     | BELLEFONDS - Centre ⥋ CHÂTELLERAULT - Hôtel de Ville (Quai H)                     | BELLEFONDS - Centre ⥋ CHÂTELLERAULT - Hôtel de Ville (Quai H)                     | BELLEFONDS - Centre ⥋ CHÂTELLERAULT - Hôtel de Ville (Quai H)                     |
| 13    | Ouverture / Fermeture 8 juillet 2013 / — | Longueur —                                                                        | Durée 60 min                                                                      | Nb. d’arrêts 29                                                                   | Matériel Autocars                                                                 | Jours de fonctionnement L, Ma, Me, J, V, S                                        | Jour / Soir / Nuit / Fêtes O / N / N / N                                          | Voy. / an —                                                                       | Exploitant Keolis Châtellerault                                                   |
| 13    | Desserte : - Villes desservis : Bellefonds, Archigny, Chenevelles, Monthoiron, Availles-en-Châtellerault et Châtellerault. - Gare desservie : Aucune. - Principaux arrêts : Bellefond Centre, Archigny Centre, Chenevelles Centre, Montoiron Centre, Chabonne, Availles Centre, Guérin, Churchill et Hôtel de Ville. - Arrêts accessibles aux UFR : Churchill et Guérin. |                                                                                   |                                                                                   |                                                                                   |                                                                                   |                                                                                   |                                                                                   |                                                                                   |                                                                                   |
| 13    | Autre : - Particularités : Aucune. |                                                                                   |                                                                                   |                                                                                   |                                                                                   |                                                                                   |                                                                                   |                                                                                   |                                                                                   |
| 13    | Dernière actualisation : — |                                                                                   |                                                                                   |                                                                                   |                                                                                   |                                                                                   |                                                                                   |                                                                                   |                                                                                   |
| 14    | COLOMBIERS - Âne vert ⥋ CHÂTELLERAULT - Hôtel de Ville (Quai B) | COLOMBIERS - Âne vert ⥋ CHÂTELLERAULT - Hôtel de Ville (Quai B)                   | COLOMBIERS - Âne vert ⥋ CHÂTELLERAULT - Hôtel de Ville (Quai B)                   | COLOMBIERS - Âne vert ⥋ CHÂTELLERAULT - Hôtel de Ville (Quai B)                   | COLOMBIERS - Âne vert ⥋ CHÂTELLERAULT - Hôtel de Ville (Quai B)                   | COLOMBIERS - Âne vert ⥋ CHÂTELLERAULT - Hôtel de Ville (Quai B)                   | COLOMBIERS - Âne vert ⥋ CHÂTELLERAULT - Hôtel de Ville (Quai B)                   | COLOMBIERS - Âne vert ⥋ CHÂTELLERAULT - Hôtel de Ville (Quai B)                   | COLOMBIERS - Âne vert ⥋ CHÂTELLERAULT - Hôtel de Ville (Quai B)                   |
| 14    | Ouverture / Fermeture 8 juillet 2013 / — | Longueur —                                                                        | Durée 30 min                                                                      | Nb. d’arrêts 23                                                                   | Matériel Autocars                                                                 | Jours de fonctionnement L, Ma, Me, J, V, S                                        | Jour / Soir / Nuit / Fêtes O / N / N / N                                          | Voy. / an —                                                                       | Exploitant Keolis Châtellerault                                                   |
| 14    | Desserte : - Villes desservis : Colombiers et Châtellerault. - Gare desservie : Aucune. - Principaux arrêts : Colombiers Âne Vert, Colombiers Centre, Girardière, Châteauneuf, Berthelot et Hôtel de Ville. - Arrêts accessibles aux UFR : Acadiens |                                                                                   |                                                                                   |                                                                                   |                                                                                   |                                                                                   |                                                                                   |                                                                                   |                                                                                   |
| 14    | Autre : - Particularités : Aucune. |                                                                                   |                                                                                   |                                                                                   |                                                                                   |                                                                                   |                                                                                   |                                                                                   |                                                                                   |
| 14    | Dernière actualisation : — |                                                                                   |                                                                                   |                                                                                   |                                                                                   |                                                                                   |                                                                                   |                                                                                   |                                                                                   |
| 15    | CHÂTELLERAULT - Croix Rouge ⥋ CHÂTELLERAULT - Hôtel de Ville (Quai A) | CHÂTELLERAULT - Croix Rouge ⥋ CHÂTELLERAULT - Hôtel de Ville (Quai A)             | CHÂTELLERAULT - Croix Rouge ⥋ CHÂTELLERAULT - Hôtel de Ville (Quai A)             | CHÂTELLERAULT - Croix Rouge ⥋ CHÂTELLERAULT - Hôtel de Ville (Quai A)             | CHÂTELLERAULT - Croix Rouge ⥋ CHÂTELLERAULT - Hôtel de Ville (Quai A)             | CHÂTELLERAULT - Croix Rouge ⥋ CHÂTELLERAULT - Hôtel de Ville (Quai A)             | CHÂTELLERAULT - Croix Rouge ⥋ CHÂTELLERAULT - Hôtel de Ville (Quai A)             | CHÂTELLERAULT - Croix Rouge ⥋ CHÂTELLERAULT - Hôtel de Ville (Quai A)             | CHÂTELLERAULT - Croix Rouge ⥋ CHÂTELLERAULT - Hôtel de Ville (Quai A)             |
| 15    | Ouverture / Fermeture 31 août 2015 / — | Longueur —                                                                        | Durée 25 min                                                                      | Nb. d’arrêts 25                                                                   | Matériel Autocars                                                                 | Jours de fonctionnement L, Ma, Me, J, V, S                                        | Jour / Soir / Nuit / Fêtes O / N / N / N                                          | Voy. / an —                                                                       | Exploitant Keolis Châtellerault                                                   |
| 15    | Desserte : - Villes desservis : Châtellerault. - Gare desservie : Aucune. - Principaux arrêts : Hôtel de Ville, Cerceau, Macé, Romarins et Croix Rouge. |                                                                                   |                                                                                   |                                                                                   |                                                                                   |                                                                                   |                                                                                   |                                                                                   |                                                                                   |
| 15    | Autre : - Particularités : Aucune. |                                                                                   |                                                                                   |                                                                                   |                                                                                   |                                                                                   |                                                                                   |                                                                                   |                                                                                   |
| 15    | Dernière actualisation : — |                                                                                   |                                                                                   |                                                                                   |                                                                                   |                                                                                   |                                                                                   |                                                                                   |                                                                                   |
| 16    | NAINTRÉ - Corset ⥋ CHÂTELLERAULT - Hôtel de Ville (Quai A) | NAINTRÉ - Corset ⥋ CHÂTELLERAULT - Hôtel de Ville (Quai A)                        | NAINTRÉ - Corset ⥋ CHÂTELLERAULT - Hôtel de Ville (Quai A)                        | NAINTRÉ - Corset ⥋ CHÂTELLERAULT - Hôtel de Ville (Quai A)                        | NAINTRÉ - Corset ⥋ CHÂTELLERAULT - Hôtel de Ville (Quai A)                        | NAINTRÉ - Corset ⥋ CHÂTELLERAULT - Hôtel de Ville (Quai A)                        | NAINTRÉ - Corset ⥋ CHÂTELLERAULT - Hôtel de Ville (Quai A)                        | NAINTRÉ - Corset ⥋ CHÂTELLERAULT - Hôtel de Ville (Quai A)                        | NAINTRÉ - Corset ⥋ CHÂTELLERAULT - Hôtel de Ville (Quai A)                        |
| 16    | Ouverture / Fermeture 31 août 2015 / — | Longueur —                                                                        | Durée 40 min                                                                      | Nb. d’arrêts 25                                                                   | Matériel Autocars                                                                 | Jours de fonctionnement L, Ma, Me, J, V, S                                        | Jour / Soir / Nuit / Fêtes O / N / N / N                                          | Voy. / an —                                                                       | Exploitant Keolis Châtellerault                                                   |
| 16    | Desserte : - Villes desservis : Naintré et Châtellerault. - Gare desservie : Aucune. - Principaux arrêts : Naintré Corset, Marmoure, Domine, Chezelles, Maine, Bouchot Marin, Abelin et Hôtel de Ville. - Arrêts accessibles aux UFR : Abelin et Churchill. |                                                                                   |                                                                                   |                                                                                   |                                                                                   |                                                                                   |                                                                                   |                                                                                   |                                                                                   |
| 16    | Autre : - Particularités : Aucune. |                                                                                   |                                                                                   |                                                                                   |                                                                                   |                                                                                   |                                                                                   |                                                                                   |                                                                                   |
| 16    | Dernière actualisation : — |                                                                                   |                                                                                   |                                                                                   |                                                                                   |                                                                                   |                                                                                   |                                                                                   |                                                                                   |
| 17    | CHÂTELLERAULT - Richarderie ⥋ CHÂTELLERAULT - Hôtel de Ville (Quai G) | CHÂTELLERAULT - Richarderie ⥋ CHÂTELLERAULT - Hôtel de Ville (Quai G)             | CHÂTELLERAULT - Richarderie ⥋ CHÂTELLERAULT - Hôtel de Ville (Quai G)             | CHÂTELLERAULT - Richarderie ⥋ CHÂTELLERAULT - Hôtel de Ville (Quai G)             | CHÂTELLERAULT - Richarderie ⥋ CHÂTELLERAULT - Hôtel de Ville (Quai G)             | CHÂTELLERAULT - Richarderie ⥋ CHÂTELLERAULT - Hôtel de Ville (Quai G)             | CHÂTELLERAULT - Richarderie ⥋ CHÂTELLERAULT - Hôtel de Ville (Quai G)             | CHÂTELLERAULT - Richarderie ⥋ CHÂTELLERAULT - Hôtel de Ville (Quai G)             | CHÂTELLERAULT - Richarderie ⥋ CHÂTELLERAULT - Hôtel de Ville (Quai G)             |
| 17    | Ouverture / Fermeture 1er septembre 2016 / — | Longueur —                                                                        | Durée 40 min                                                                      | Nb. d’arrêts 26                                                                   | Matériel Autocars                                                                 | Jours de fonctionnement L, Ma, Me, J, V                                           | Jour / Soir / Nuit / Fêtes O / N / N / N                                          | Voy. / an —                                                                       | Exploitant Keolis Châtellerault                                                   |
| 17    | Desserte : - Villes desservis : Antoigné et Châtellerault. - Gare desservie : Aucune. - Principaux arrêts :Richarderie, Hautes Perrières, Chapelle Rouge, Alouette, Pouthumé, Martinière, Guérin, Sand et Hôtel de Ville. |                                                                                   |                                                                                   |                                                                                   |                                                                                   |                                                                                   |                                                                                   |                                                                                   |                                                                                   |
| 17    | Autre : - Particularités : Ne circule pas pendant les vacances scolaires. |                                                                                   |                                                                                   |                                                                                   |                                                                                   |                                                                                   |                                                                                   |                                                                                   |                                                                                   |
| 17    | Dernière actualisation : — |                                                                                   |                                                                                   |                                                                                   |                                                                                   |                                                                                   |                                                                                   |                                                                                   |                                                                                   |

### Lignes interurbaines
| Ligne | Caractéristiques | Caractéristiques                                                                                    | Caractéristiques                                                                                    | Caractéristiques                                                                                    | Caractéristiques                                                                                    | Caractéristiques                                                                                    | Caractéristiques                                                                                    | Caractéristiques                                                                                    | Caractéristiques                                                                                    |
| 20    | LENCLOÎTRE - Champ de foire ⥋ CHÂTELLERAULT - Hôtel de Ville (Quai B) | LENCLOÎTRE - Champ de foire ⥋ CHÂTELLERAULT - Hôtel de Ville (Quai B)                               | LENCLOÎTRE - Champ de foire ⥋ CHÂTELLERAULT - Hôtel de Ville (Quai B)                               | LENCLOÎTRE - Champ de foire ⥋ CHÂTELLERAULT - Hôtel de Ville (Quai B)                               | LENCLOÎTRE - Champ de foire ⥋ CHÂTELLERAULT - Hôtel de Ville (Quai B)                               | LENCLOÎTRE - Champ de foire ⥋ CHÂTELLERAULT - Hôtel de Ville (Quai B)                               | LENCLOÎTRE - Champ de foire ⥋ CHÂTELLERAULT - Hôtel de Ville (Quai B)                               | LENCLOÎTRE - Champ de foire ⥋ CHÂTELLERAULT - Hôtel de Ville (Quai B)                               | LENCLOÎTRE - Champ de foire ⥋ CHÂTELLERAULT - Hôtel de Ville (Quai B)                               |
| ----- | --- | --------------------------------------------------------------------------------------------------- | --------------------------------------------------------------------------------------------------- | --------------------------------------------------------------------------------------------------- | --------------------------------------------------------------------------------------------------- | --------------------------------------------------------------------------------------------------- | --------------------------------------------------------------------------------------------------- | --------------------------------------------------------------------------------------------------- | --------------------------------------------------------------------------------------------------- |
| 20    | Ouverture / Fermeture 2 septembre 2022 / — | Longueur —                                                                                          | Durée 60 min                                                                                        | Nb. d’arrêts 14                                                                                     | Matériel Autocars                                                                                   | Jours de fonctionnement L, Ma, Me, J, V                                                             | Jour / Soir / Nuit / Fêtes O / N / N / N                                                            | Voy. / an —                                                                                         | Exploitant Keolis Châtellerault                                                                     |
| 20    | Desserte : - Villes desservis : Lencloître, Saint-Genest-d'Ambière, Ouzilly, Scorbé-Clairvaux, Thuré et Châtellerault. - Gare desservie : Saint-Genest-d'Ambière. - Principaux arrêts : Lencloitre - Champ de foire, Ouzilly - Centre, St-Genest-d’Ambière - Mairie, Scorbé-Clairvaux - Mairie, Thuré - Place de Besse, Branly et Hôtel de Ville.                                                                        | | | | | | | | |
| 20    | Autre : - Particularités : Ne circule pas les samedis et les vacances scolaires. | | | | | | | | |
| 20    | Dernière actualisation : — | | | | | | | | |
| 22    | DANGÉ-SAINT-ROMAIN - Promenade / PORT-DE-PILE - Mairie ⥋ CHÂTELLERAULT - Hôtel de Ville (Quai H) | DANGÉ-SAINT-ROMAIN - Promenade / PORT-DE-PILE - Mairie ⥋ CHÂTELLERAULT - Hôtel de Ville (Quai H)    | DANGÉ-SAINT-ROMAIN - Promenade / PORT-DE-PILE - Mairie ⥋ CHÂTELLERAULT - Hôtel de Ville (Quai H)    | DANGÉ-SAINT-ROMAIN - Promenade / PORT-DE-PILE - Mairie ⥋ CHÂTELLERAULT - Hôtel de Ville (Quai H)    | DANGÉ-SAINT-ROMAIN - Promenade / PORT-DE-PILE - Mairie ⥋ CHÂTELLERAULT - Hôtel de Ville (Quai H)    | DANGÉ-SAINT-ROMAIN - Promenade / PORT-DE-PILE - Mairie ⥋ CHÂTELLERAULT - Hôtel de Ville (Quai H)    | DANGÉ-SAINT-ROMAIN - Promenade / PORT-DE-PILE - Mairie ⥋ CHÂTELLERAULT - Hôtel de Ville (Quai H)    | DANGÉ-SAINT-ROMAIN - Promenade / PORT-DE-PILE - Mairie ⥋ CHÂTELLERAULT - Hôtel de Ville (Quai H)    | DANGÉ-SAINT-ROMAIN - Promenade / PORT-DE-PILE - Mairie ⥋ CHÂTELLERAULT - Hôtel de Ville (Quai H)    |
| 22    | Ouverture / Fermeture 2 septembre 2022 / — | Longueur —                                                                                          | Durée 35 min                                                                                        | Nb. d’arrêts 16                                                                                     | Matériel Autocars                                                                                   | Jours de fonctionnement L, Ma, Me, J, V, S                                                          | Jour / Soir / Nuit / Fêtes O / N / N / N                                                            | Voy. / an —                                                                                         | Exploitant Keolis Châtellerault                                                                     |
| 22    | Desserte : - Villes desservis : Port-de-Piles, Les Ormes, Dangé-St-Romain, Ingrandes-sur-Vienne et Châtellerault. - Gare desservie : Châtellerault. - Principaux arrêts : Port de pile Mairie, Les Ormes Le Parc, Dangé-Saint-Romain Promenade, Collège Bellevue, Z.I.-Saint-Ustre Nord, Ingrandes Centre, Argenson, Hôtel de Ville. - Arrêts accessibles aux UFR : Gare SNCF, Catherine, Michelet, Sangnier et Ripault. | | | | | | | | |
| 22    | Autre : - Particularités : Arrêts Les Ormes Le Parc et Port-de-Pile Mairie desservis seulement sur réservation. | | | | | | | | |
| 22    | Dernière actualisation : — | | | | | | | | |
| 24    | LA ROCHE-POSAY - Office de Tourisme / PLEUMARTIN - Halles ⥋ CHÂTELLERAULT - Hôtel de Ville (Quai F) | LA ROCHE-POSAY - Office de Tourisme / PLEUMARTIN - Halles ⥋ CHÂTELLERAULT - Hôtel de Ville (Quai F) | LA ROCHE-POSAY - Office de Tourisme / PLEUMARTIN - Halles ⥋ CHÂTELLERAULT - Hôtel de Ville (Quai F) | LA ROCHE-POSAY - Office de Tourisme / PLEUMARTIN - Halles ⥋ CHÂTELLERAULT - Hôtel de Ville (Quai F) | LA ROCHE-POSAY - Office de Tourisme / PLEUMARTIN - Halles ⥋ CHÂTELLERAULT - Hôtel de Ville (Quai F) | LA ROCHE-POSAY - Office de Tourisme / PLEUMARTIN - Halles ⥋ CHÂTELLERAULT - Hôtel de Ville (Quai F) | LA ROCHE-POSAY - Office de Tourisme / PLEUMARTIN - Halles ⥋ CHÂTELLERAULT - Hôtel de Ville (Quai F) | LA ROCHE-POSAY - Office de Tourisme / PLEUMARTIN - Halles ⥋ CHÂTELLERAULT - Hôtel de Ville (Quai F) | LA ROCHE-POSAY - Office de Tourisme / PLEUMARTIN - Halles ⥋ CHÂTELLERAULT - Hôtel de Ville (Quai F) |
| 24    | Ouverture / Fermeture 2 septembre 2022 / — | Longueur —                                                                                          | Durée 40 min                                                                                        | Nb. d’arrêts 8                                                                                      | Matériel Autocars                                                                                   | Jours de fonctionnement L, Ma, Me, J, V, S, D                                                       | Jour / Soir / Nuit / Fêtes O / O / N / O                                                            | Voy. / an —                                                                                         | Exploitant Keolis Châtellerault                                                                     |
| 24    | Desserte : - Villes desservis : Pleumartin, La Roche-Posay, Coussay-les-Bois et Châtellerault. - Gare desservie : Châtellerault. - Arrêts : Pleumartin - Halles, Pavillon Rose, La Roche-Posay - Office de Tourisme, MCL, Sarrazin, Coussay-les-Bois - Centre, Gare SNCF et Hôtel de ville. - Arrêts accessibles aux UFR : Gare SNCF.                                                                                    | | | | | | | | |
| 24    | Autre : - Particularités : Circule les dimanches et jours fériés. | | | | | | | | |
| 24    | Dernière actualisation : — | | | | | | | | |
| 30    | LA ROCHE-POSAY - Le Rivaud ⥋ LA ROCHE-POSAY - Tilleul / ANGLES-SUR-L'ANGLIN - Roc Aux Sorciers | LA ROCHE-POSAY - Le Rivaud ⥋ LA ROCHE-POSAY - Tilleul / ANGLES-SUR-L'ANGLIN - Roc Aux Sorciers      | LA ROCHE-POSAY - Le Rivaud ⥋ LA ROCHE-POSAY - Tilleul / ANGLES-SUR-L'ANGLIN - Roc Aux Sorciers      | LA ROCHE-POSAY - Le Rivaud ⥋ LA ROCHE-POSAY - Tilleul / ANGLES-SUR-L'ANGLIN - Roc Aux Sorciers      | LA ROCHE-POSAY - Le Rivaud ⥋ LA ROCHE-POSAY - Tilleul / ANGLES-SUR-L'ANGLIN - Roc Aux Sorciers      | LA ROCHE-POSAY - Le Rivaud ⥋ LA ROCHE-POSAY - Tilleul / ANGLES-SUR-L'ANGLIN - Roc Aux Sorciers      | LA ROCHE-POSAY - Le Rivaud ⥋ LA ROCHE-POSAY - Tilleul / ANGLES-SUR-L'ANGLIN - Roc Aux Sorciers      | LA ROCHE-POSAY - Le Rivaud ⥋ LA ROCHE-POSAY - Tilleul / ANGLES-SUR-L'ANGLIN - Roc Aux Sorciers      | LA ROCHE-POSAY - Le Rivaud ⥋ LA ROCHE-POSAY - Tilleul / ANGLES-SUR-L'ANGLIN - Roc Aux Sorciers      |
| 30    | Ouverture / Fermeture 3 juin 2024 / — | Longueur —                                                                                          | Durée 17 min / 35 min                                                                               | Nb. d’arrêts 16                                                                                     | Matériel ?                                                                                          | Jours de fonctionnement L, Ma, Me, J, V, S                                                          | Jour / Soir / Nuit / Fêtes O / N / N / N                                                            | Voy. / an —                                                                                         | Exploitant Transdev Châtellerault                                                                   |
| 30    | Desserte : - Villes desservis : La Roche-Posay, Vicq-sur-Gartempe et Angles-sur-l'Anglin. - Gare desservie : La Roche-Posay. - Principaux arrêts : Le Rivaud, Office de Tourisme, Tilleul et Roc Aux Sorciers. - Arrêts accessibles aux UFR : ? | | | | | | | | |
| 30    | Autre : - Particularités : Correspondance avec la Ligne 24 aux arrêts Pavillon Rose, Office de Tourisme, MCL et Sarrazin pour les trajets vers où depuis Châtellerault. | | | | | | | | |
| 30    | Dernière actualisation : — | | | | | | | | |

### Navette
| Ligne          | Caractéristiques | Caractéristiques                               | Caractéristiques                               | Caractéristiques                               | Caractéristiques                               | Caractéristiques                               | Caractéristiques                               | Caractéristiques                               | Caractéristiques                               |
| Navette St-Cyr | Navette Saint-Cyr | Navette Saint-Cyr                              | Navette Saint-Cyr                              | Navette Saint-Cyr                              | Navette Saint-Cyr                              | Navette Saint-Cyr                              | Navette Saint-Cyr                              | Navette Saint-Cyr                              | Navette Saint-Cyr                              |
| Navette St-Cyr | DANGÉ-SAINT-ROMAIN - Centre ⥋ Lac de SAINT-CYR | DANGÉ-SAINT-ROMAIN - Centre ⥋ Lac de SAINT-CYR | DANGÉ-SAINT-ROMAIN - Centre ⥋ Lac de SAINT-CYR | DANGÉ-SAINT-ROMAIN - Centre ⥋ Lac de SAINT-CYR | DANGÉ-SAINT-ROMAIN - Centre ⥋ Lac de SAINT-CYR | DANGÉ-SAINT-ROMAIN - Centre ⥋ Lac de SAINT-CYR | DANGÉ-SAINT-ROMAIN - Centre ⥋ Lac de SAINT-CYR | DANGÉ-SAINT-ROMAIN - Centre ⥋ Lac de SAINT-CYR | DANGÉ-SAINT-ROMAIN - Centre ⥋ Lac de SAINT-CYR |
| -------------- | --- | ---------------------------------------------- | ---------------------------------------------- | ---------------------------------------------- | ---------------------------------------------- | ---------------------------------------------- | ---------------------------------------------- | ---------------------------------------------- | ---------------------------------------------- |
| Navette St-Cyr | Ouverture / Fermeture 6 juillet 2020 / 29 août 2020 | Longueur —                                     | Durée 45 min                                   | Nb. d’arrêts 21                                | Matériel ?                                     | Jours de fonctionnement L, Ma, Me, J, V, S     | Jour / Soir / Nuit / Fêtes O / N / — / N       | Voy. / an —                                    | Exploitant Keolis Châtellerault                |
| Navette St-Cyr | Desserte : - Villes desservis : Dangé-Saint-Romain, Ingrandes, Châtellerault et Saint-Cyr. - Gare desservie : Châtellerault. - Arrêts : Dangé-Saint-Romain - Centre, Ingrandes Centre, Ripault, Sangnier, Michelet, Catherine, Maine, Gare SNCF, Hôtel de Ville, Poste, Piscine, Europe, Churchill, Abelin, Lyautey, Hameaux de la Forêt, Cassin, Auchan, Avenue de Paris, Hugo et Lac de Saint-Cyr. - Arrêts accessibles aux UFR : Ripault, Sangnier, Michelet, Catherine, Gare SNCF, Churchill, Abelin, Lyautey et Lac de Saint-Cyr. |                                                |                                                |                                                |                                                |                                                |                                                |                                                |                                                |
| Navette St-Cyr | Autre : - Particularités : La descente n'est possible qu'au terminus dans le sens Dangé-Saint-Romain > Saint-Cyr et la montée n'est possible qu'au départ dans le sens Lac de Saint-Cyr > Dangé-Saint-Romain. |                                                |                                                |                                                |                                                |                                                |                                                |                                                |                                                |
| Navette St-Cyr | Dernière actualisation : — |                                                |                                                |                                                |                                                |                                                |                                                |                                                |                                                |
| Navette LRP    | Navette La Roche-Posay | Navette La Roche-Posay                         | Navette La Roche-Posay                         | Navette La Roche-Posay                         | Navette La Roche-Posay                         | Navette La Roche-Posay                         | Navette La Roche-Posay                         | Navette La Roche-Posay                         | Navette La Roche-Posay                         |
| Navette LRP    | LA ROCHE-POSAY - Chaumettes ⥋ LA ROCHE-POSAY - Pavillon Rose |                                                |                                                |                                                |                                                |                                                |                                                |                                                |                                                |
| Navette LRP    | Ouverture / Fermeture 3 septembre 2023 / 3 juin 2024 | Longueur —                                     | Durée 15 min                                   | Nb. d’arrêts 13                                | Matériel ?                                     | Jours de fonctionnement L, Ma, Me, J, V, S     | Jour / Soir / Nuit / Fêtes O / N / — / N       | Voy. / an —                                    | Exploitant Transdev Châtellerault              |
| Navette LRP    | Desserte : - Villes desservis : La Roche-Posay. - Gare desservie : La Roche-Posay. - Arrêts : Chaumettes, Sarrazins, MCL, Office de tourisme, Eperon, 4ème Zouave, Gare, Casino, Acacias, Crémille, Croma, Connetable et Pavillon Rose. - Arrêts accessibles aux UFR : ? |                                                |                                                |                                                |                                                |                                                |                                                |                                                |                                                |
| Navette LRP    | Autre : - Particularités : Le 3 juin 2024, la Navette La Roche-Posay est remplacé par la Ligne 30. |                                                |                                                |                                                |                                                |                                                |                                                |                                                |                                                |
| Navette LRP    | Dernière actualisation : — |                                                |                                                |                                                |                                                |                                                |                                                |                                                |                                                |

### Transport à la demande
Accès TAC / TPMR :
Service de transport de personnes à mobilité réduite avec un véhicule spécialement aménagé. Les trajets sont possibles d'arrêts à arrêts ou de porte à porte.
Fonctionnement : Réservation par téléphone de 7 jours avant la date du déplacement jusqu’à la veille avant 18h.
Flexo Gare :
Le service Flexo Gare permet les dimanches soir, de se rendre directement à n'importe quel arrêt dans la commune de Châtellerault, à partir de la Gare SNCF de Châtellerault.
Fonctionnement :
il y a 2 départs le dimanche soir (20h30 et 21h20). Il suffit simplement d'indiquer au chauffeur l’arrêt de destination. La correspondance est assurée avec les trains associés, même si le retard est important.
ResaGO :
Le service RésaGO, permet de voyager entre tous les arrêts du Réseau TAC et les arrêts Hôtel de Ville, Gare SNCF et Hôpital le dimanche sur réservation.
Fonctionnement : Il y a 2 arrivées (9h35 et 14h30) et 3 départs (11h30, 16h30 et 18h30) aux différents arrêts. Le service fonctionne uniquement sur réservation, où vous indiquez votre arrêt de départ ou d'arrivée.

## Parc de véhicules
En août 2024, le parc d'autobus du réseau TAC est composé de 40 véhicules dont 1 bus articulé, 20 bus standards, 1 minibus et 18 autocars. Au sein de cette flotte, 6 bus fonctionnent au gaz naturel, les autres véhicules sont équipés de moteurs Diesel,.

### Keolis Châtellerault

#### Bus articulés
| Constructeur  | Modèle      | Nombre | Numéros de parc | Période de mise en service | Affectation | Observation |
| ------------- | ----------- | ------ | --------------- | -------------------------- | ----------- | ----------- |
| Mercedes-Benz | Citaro G C2 | 1      | 61              | Octobre 2017               | 4           | –           |

#### Bus standards
| Constructeur  | Modèle             | Nombre | Numéros de parc | Période de mise en service          | Affectation              | Observation |
| ------------- | ------------------ | ------ | --------------- | ----------------------------------- | ------------------------ | ----------- |
| Irisbus       | Agora S            | 1      | 49              | Octobre 2004                        | 1, 2, 3, 4, 5, 6, 10, 11 | -           |
| Irisbus       | Citelis 12         | 3      | 60, 64, 66      | Entre octobre 2005 à septembre 2010 | 1, 2, 3, 4, 5, 6, 10, 11 | –           |
| Mercedes-Benz | Citaro C2          | 10     | 50-59           | Entre août 2013 à mars 2021         | 1, 2, 3, 4, 5, 6, 10, 11 | –           |
| Scania        | Citywide LF ll GNV | 6      | 40-45           | Entre octobre 2022 à février 2024   | 1, 2, 3, 4, 5, 6, 10, 11 | -           |

#### Minibus
| Constructeur  | Modèle   | Nombre | Numéros de parc | Période de mise en service | Affectation            | Observation |
| ------------- | -------- | ------ | --------------- | -------------------------- | ---------------------- | ----------- |
| Mercedes-Benz | Sprinter | 1      | 11              | Novembre 2013              | Navette La Roche-Posay | –           |

### Keolis Touraine

#### Autocars
| Constructeur  | Modèle       | Nombre | Numéros de parc | Période de mise en service | Affectation                                | Observation |
| ------------- | ------------ | ------ | --------------- | -------------------------- | ------------------------------------------ | ----------- |
| Mercedes-Benz | Intouro II   | 12     | 16-27           | Décembre 2014              | 12, 13, 14, 15, 15 TÀD, 16, 17, 20, 22, 24 | –           |
| Mercedes-Benz | Intouro II E | 4      | 12-15           | Juillet 2013               | 12, 13, 14, 15, 15 TÀD, 16, 17, 20, 22, 24 | –           |
| Mercedes-Benz | Intouro II L | 2      | 28-29           | Janvier 2016               | 12, 13, 14, 15, 15 TÀD, 16, 17, 20, 22, 24 | –           |

## Personnels
Les Transports de l'agglomération châtelleraudaise emploient 35 personnes.

## Tarification
Les TAC proposent des titres de transport unitaires ou des abonnements mensuels ou annuels.